# Strachów (Łódź)
Pour les articles homonymes, voir Strachów.
Strachów (prononciation [ˈstraxuf]) est un village de la gmina de Świnice Warckie, du powiat de Łęczyca, dans la voïvodie de Łódź, situé dans le centre de la Pologne.
Il se situe à environ 6 kilomètres au nord-est de Świnice Warckie (siège de la gmina), 16 kilomètres à l'ouest de Łęczyca (siège du powiat) et 46 kilomètres au nord-ouest de Łódź (capitale de la voïvodie).

## Administration
De 1975 à 1998, le village était attaché administrativement à l'ancienne voïvodie de Konin.

Depuis 1999, il fait partie de la nouvelle voïvodie de Łódź.